# Forces démocratiques unies
Forces démocratiques unies (en bulgare Обединени демократични сили, ОДС/ODS) était une union partis politiques bulgares, organisée, entre 1996 et 2009, autour de Union des forces démocratiques.